# В пути с товарищами
«В пути с товарищами» («Прогулка с товарищами», англ. Walking with the Comrades) — это рассказ очевидца о повстанческом движении маоистов-наксалитов, написанный индийской писательницей Арундати Рой. В книге рассказывается о том, как в 2010 году она жила с коммунистическими партизанами-наксалитами в глубине лесов сельского штата Чхаттисгарх. Она утверждает, что индийское антиповстанческое движение, известное как Операция «Зелёная охота», является прикрытием для горнодобывающих корпораций, чтобы очистить территорию от племенного населения и для получения прибыли эксплуатировать природные ресурсы Индии.

## Краткое содержание
После встречи со своим контактом из числа наксалитов Арундати Рой начинает свое долгое путешествие вглубь джунглей Чхаттисгарха, но не раньше, чем поделится своими мыслями об операции «Зелёная охота» и жизни в городе Дантевада, контролируемом индийским правительством.

В Дантеваде полиция носит обычную одежду, а повстанцы — униформу. Начальник тюрьмы находится в тюрьме. Заключенные на свободе (два года назад из старой городской тюрьмы сбежали трёхсот человек). Изнасилованные женщины находятся под стражей в полиции. Насильники выступают с речами на базаре.Оригинальный текст (англ.)In Dantewada the police wear plain clothes and the rebels wear uniforms. The jail superintendent is in jail. The prisoners are free (three hundred escaped from the old town jail two years ago). Women who have been raped are in police custody. The rapists give speeches in the bazaar.
Между описаниями того, что она видела, с кем встречалась, и беседами с племенами и коммунистами, в книге рассматривается справочная информация о конфликте. Среди таких тем — кража индийским правительством земель племен, поддержка Израилем операции «Зелёная охота», участие коммунистов в трудовых конфликтах, индуистские миссионеры, кастовая система, права женщин и обращение с коровами. Когда книга не описывает справочную информацию и собственные рассказы очевидцев, она переходит на личные мысли и чувства Арундати по поводу увиденного. Она также часто рассказывает о нарушениях прав человека со стороны полиции и солдат индийского правительства, включая нападения на профсоюзы, изнасилования и убийства мирных жителей. Во время работы с наксалитами она встречалась с солдатами Народно-освободительной партизанской армии (НОПА), которых она описала как «лучших бойцов», носящих «серьезные винтовки». Рой рассказала, что самым удивительным, что она узнала во время работы с наксалитами, было то, что 45 % членов НОПА составляли женщины, многие из которых присоединились к коммунистам после того, как стали свидетелями нападений на их деревни со стороны индийского правительства и групп линчевателей. Однако она также описала маоистские организации как все еще очень патриархальные.

Я считала, что когда люди берут в руки оружие, насилие неизбежно обернется против женщин в общине. В лесу меня разуверили в этом — 45 % Народно-освободительной партизанской армии составляют женщины. Многие из них вступили в нее, наблюдая за жестокими нападениями полиции и спонсируемых правительством групп дружинников на свои деревни.Оригинальный текст (англ.)I believed that when people take up arms, the violence would inevitably turn against the women in the community. In the forest I was disabused of this notion — 45% of the Peoples Liberation Guerrilla Army is made up of women. Many of them joined after watching the brutal attacks of the police and the government sponsored vigilante groups on their villages.

## Отзывы
Отзывы о книге «В пути с товарищами» были в подавляющем большинстве положительными, их опубликовали Washington Post, Kirkus Reviews, Publishers Weekly, Library Journal и Firstpost.
Чандрахас Чоудхури из Washington Post описывает книгу как «захватывающий рассказ о противостоянии в лесах центральной Индии между индийским государством и маоистами или наксалитами, теневыми революционными партизанскими силами, насчитывающими десятки тысяч бойцов». Чоудхури также называет Арундати Рой «одним из самых самобытных голосов Индии».
Kirkus Reviews дал еще один положительный отзыв, назвав «Прогулку с товарищами» «ясным разоблачением корпоративной жадности и правительственных злоупотреблений».
Publishers Weekly похвалил книгу за сбалансированный взгляд и за то, что современные события рассматриваются в соответствующем историческом контексте.
Library Journal дал смешанную, но в целом положительную рецензию, описав книгу как «одностороннее, но увлекательное и наглядное чтение».
First Post назвал «В пути с товарищами» «обязательной к прочтению», сообщив при этом о недавнем исключении книги из учебной программы по английскому языку для аспирантов Университета Сундаранар.